# Eurico Ferreira de Sucena

 A EFS (Eurico Ferreira de Sucena) foi fundada por Eurico Ferreira Sucena em 1911 como uma pequena indústria à produção de acessórios para 
bicicletas situada no Lugar da Borralha, Águeda. Em 1939 surgem as primeiras bicicletas fabricadas pela EFS e em 1952 os ciclomotores.
A marca de motorizadas destacava-se pela qualidade de construção, pintura e cromados, que após 1967 começa a diversificar a origem dos motores adaptando , além dos motores Casal e os de Sachs

## História
Nascida em 1910 e fundada por Eurico Ferreira de Sucena em Aveiro, a EFS começou por fabricar selins de bicicletas. Ao fundador surgiu a oportunidade de emigrar para o Brasil, como resultado,  Sucena parte para o outro lado do Atlântico em busca de fortuna. Sucessivamente, no ano de 1921 retorna a Portugal e retoma com a empresa Sucena & Filhos, Lda., ainda dedicando-se ao fabrico de peças de bicicleta. Só em 1939 é que começa a construir veículos completos de alta qualidade.
No ano de 1947, a EFS Lda. passa a EF Sucena & Filhos, Lda., pois Eurico Sucena dá a sociedade aos seus três filhos: Eduardo (diretor de produção), António (moldes e protótipos e diretor de manutenção) e Ernesto (diretor financeiro e comercial).
Posteriormente em 1950, Sucena constrói as primeiras motorizadas na Borralha, mas tem dificuldade em fazer com que os filhos aceitem fabricá-las em série. Dois anos mais tarde, começam a ser comercializados os primeiros ciclomotores EFS com motores ingleses Villiers. Enquanto isso, em 1956 saem as primeiras EFS com motor Zündapp , cujo modelo RN 1956 teve bastante êxito, e até 1964 a EFS continua sempre fiel aos motores alemães e os de João Casal.
Em 1969 iniciam a exportação para África, Europa, América e Ásia. Em 1974 deu-se um passo muito importante na história da EFS. Entra em funcionamento a segunda fábrica em Avelãs de Caminho (Anadia). Para esta nova unidade fabril mudam-se a sede e administração da empresa.

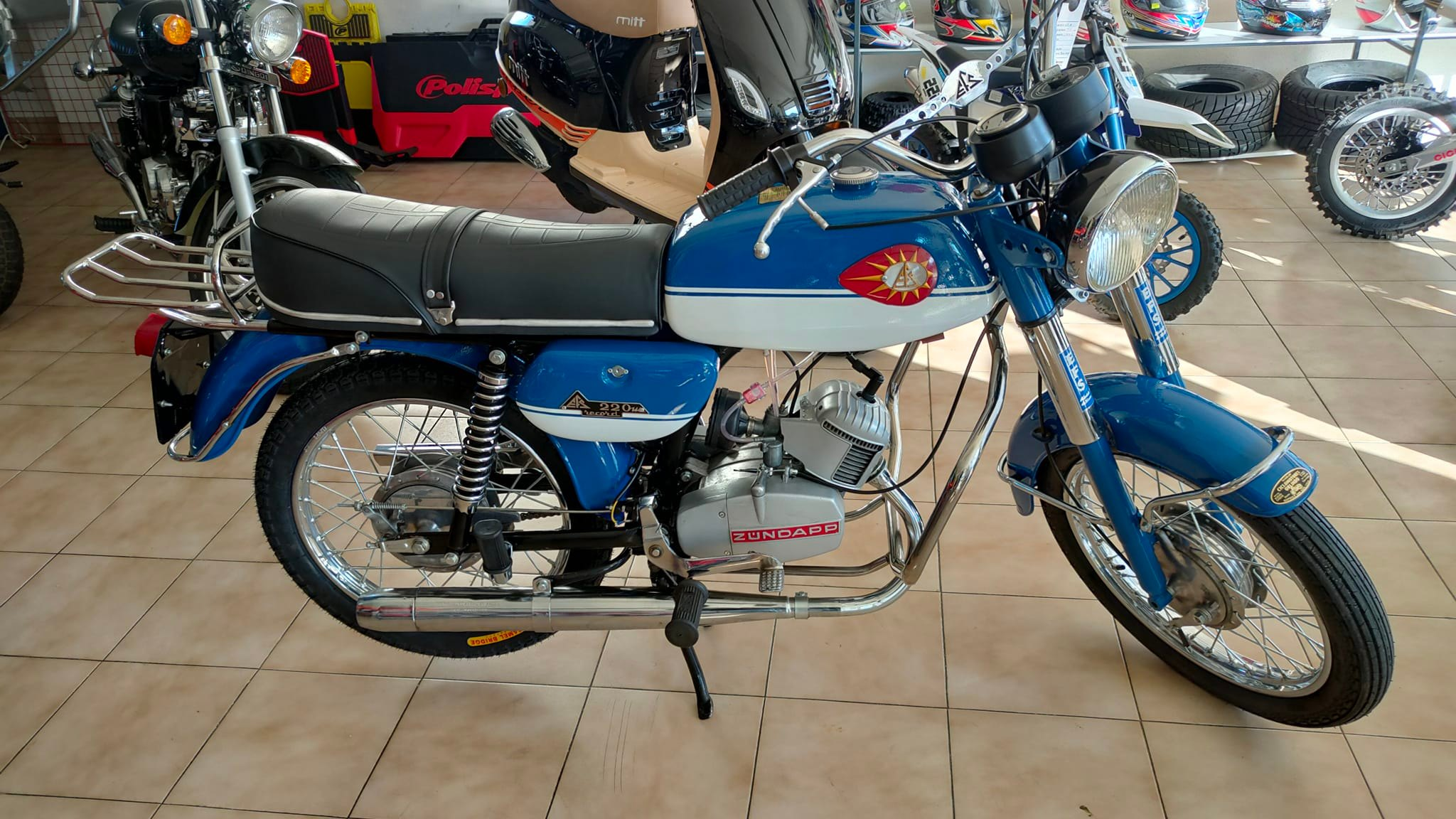
EFS 220M

 Em 1978 a EFS empenhou-se na realização de modelos de maior cubicagem lançando uma mota de 125 cilindrada a 2 tempos com motor Puch e de dois lugares. Utilizaram diversos motores Sachs , Casal, Zündapp, , Minarelli, Yamaha e entre outros. Muitos modelos podiam ser equipados com motores ao gosto de cada pessoa.
Na década de 80 a EFS encerrou as suas portas devido a dificuldades económicas.

## Revendedores

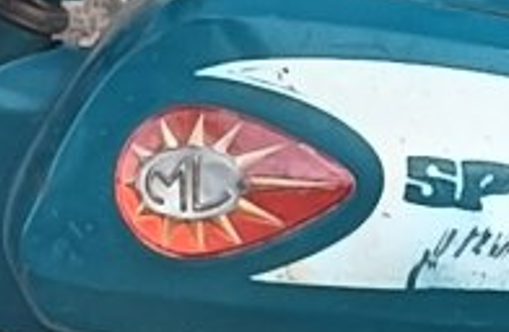
Emblema da ML no deposito de uma motorizada da EFS

Ao longo da sua atividade, a EFS estabeleceu parcerias comerciais com diversos revendedores responsáveis pela distribuição das suas motorizadas em várias regiões do país, entre os quais se destacam a ML, a VANGUARD, a MOTOBIL, a SAID, a MAYAL, entre outros, contribuindo significativamente para a expansão e popularização da marca no mercado nacional. 

## Modelos Icónicos
A EFS fabricou vários modelos  iconicos usando em maioria vários motores como Casal, Sachs, Zündapp e Kreidler para várias aplicações, usando em modelos desportivos e de cross.

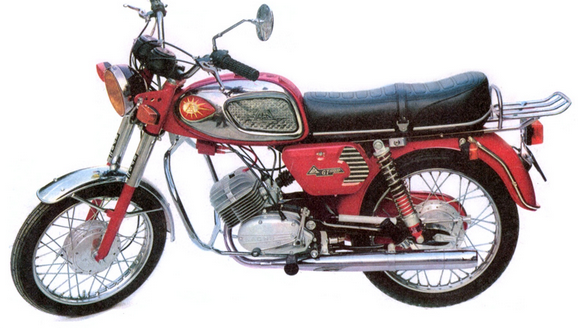
EFS GT Super com motor Sachs

A EFS Formula 1 foi um dos modelos bem reconhecidos pela seu desempenho, vieram equipadas maioritariamente com motors Sachs e em edições limitadas com motor Kreidler.
Também foram fabricados outros modelos como a EFS GT Super que podia vir em vários tipos de motor, 
EFS 220m, EFS Cross, EFS M125 com motor Puch 125cc a 2 tempos, EFS Sport e mais modelos.
1. ↑  «Motos de Portugal». www.motosdeportugal.com. Consultado em 5 de junho de 2025
2. ↑  Manager, Product (14 de janeiro de 2021). «MOMENTO HISTÓRICO: EFS-Uma das grandes marcas portuguesas motorizadas». Miguel Oliveira M#88. Consultado em 5 de junho de 2025
3. ↑  Unknown (sexta-feira, 18 de março de 2016). «Motas Antigas: História da EFS». Motas Antigas. Consultado em 5 de junho de 2025 Verifique data em: |data= (ajuda)
4. ↑  Unknown (sexta-feira, 18 de março de 2016). «Motas Antigas: História da EFS». Motas Antigas. Consultado em 5 de junho de 2025 Verifique data em: |data= (ajuda)